# Hamburg-Nord
Hamburg-Nord is een van de zeven districten van de stad Hamburg in Duitsland. Het district Nord is gelegen in het noorden van de stad, ten oosten van het district Eimsbüttel en ten westen van Hamburg-Wandsbek. In het zuiden grenst het district aan Hamburg-Mitte.
In Nord bevindt zich het grote park en begraafplaats Friedhof Ohlsdorf, in het stadsdeel Hamburg-Winterhude bevindt zich het Hamburger Stadtpark. Het district wordt in het zuiden begrensd door de Buitenalster. Naturschutzgebiet Raakmoor in Langenhorn, Naturschutzgebiet Rothsteinsmoor in Langenhorn en Naturschutzgebiet Eppendorfer Moor in Groß Borstel liggen alle in Nord.
In het district ligt de Flughafen Hamburg.
Altona · Bergedorf · Eimsbüttel · Mitte · Nord · Harburg · Wandsbek
Alsterdorf · Barmbek-Nord · Barmbek-Süd · Dulsberg · Eppendorf · Fuhlsbüttel · Groß Borstel · Hoheluft-Ost · Hohenfelde · Langenhorn · Ohlsdorf · Uhlenhorst · Winterhude